# Варичев, Иван Михайлович
Иван Михайлович Варичев (15 января 1924, Нижняя Лощиха, Калужская губерния — 7 июня 2016) — советский и российский живописец, народный художник Российской Федерации (2005), член Санкт-Петербургского Союза художников (до 1992 года — Ленинградской организации Союза художников РСФСР), мастер пейзажа.

## Биография
Иван Михайлович Варичев родился 15 января 1924 года в деревне Нижняя Лощиха Мещовского уезда Калужской губернии. После окончания средней школы в 1942 году был призван в Красную Армию, воевал на Ленинградском фронте в составе 30-го гвардейского корпуса. Награждён орденами Отечественной войны 1-й степени, Славы 3-й степени, медалями «За отвагу» (двумя), «За оборону Ленинграда», «За победу над Германией».
В 1951 году поступил на живописный факультет Ленинградского института живописи, скульптуры и архитектуры имени И. Е. Репина. Занимался у И.Степашкина и В.Вальцева. В 1957 окончил институт по мастерской профессора Юрия Непринцева. Дипломная работа — картина «Возвращение с покоса».

Лошадки. 1963

Участвовал в выставках с 1957 года, экспонируя свои работы вместе с произведениями ведущих мастеров изобразительного искусства Ленинграда. Писал пейзажи, жанровые композиции, тематические картины, этюды с натуры. В 1960 был принят в члены Ленинградского Союза художников. Мастер пейзажной живописи. Развитие шло от традиционного пленэрного письма в сторону импрессионистического обогащения, обобщённости формы и некоторой условности композиции. Сдержанный колорит произведений, в котором преобладают охристые, зелёные и серебристо-серые тона, тонко связан с выразительными возможностями поверхности холста, фактуры, мазка. Мастерски владел приёмами пленэрной живописи. Наиболее ярко живописный талант художника проявился в многочисленных натурных этюдах, тонко передающих изысканность колорита и настроение северного пейзажа.
Среди произведений, созданных художником, картины «Возвращение с покоса» (1957), «Горы» (1958), «Стадо», «Байкал», «Посёлок на Ангаре» (все 1959), «Ладога», «Стога», «На сплаве» (все 1961), «Улица в Старой Ладоге» (1962), «За сеном», «Март» (обе 1963), «На Волхове», «У переправы», «Ранняя весна» (все 1964), «Деревня Бабино», «На Волхове. Церковь св. Георгия», «Мартовский снег» (все 1965), «Оредеж», «Начало весны», «Лошади. Обеденный час» (все 1967), «Тёплая осень», «Река Сясь», «Осень», «Первый снег» (все 1968), «Перед дождём» (1969), «Март», «Весна» (обе 1972), «Старая Астрахань» (1973), «Осень» (1974), «Деревня», «Весна пришла» (обе 1975), «Деревня Лопино» (1976), «Зимний день», «Вечерний луч», «Берега Волхова» (все 1977), «Осень в Застенье» (1978), «Весна в деревне» (1979), «Весенняя вода» (1980), «Бабье лето» (1982), «Зима» (1990) и другие.
В 1960—1980 годы Варичев много работал на творческой базе ленинградских художников в Старой Ладоге. Не случайно тема древнего Волхова, природы и сельской жизни Приладожья стала ведущей в творчестве художника. Произведения 1970—1980-х годов выдвинули Варичева в число ведущих ленинградских мастеров пейзажной живописи. В 1983 году Иван Варичев был удостоен почётного звания Заслуженный художник РСФСР, в 2005 году — звания Народный художник Российской Федерации. Действительный член Петровской Академии наук и искусств.
Произведения И. М. Варичева находятся в Государственном Русском музее, Государственной Третьяковской галерее, в многочисленных музеях и частных собраниях в России, Японии, КНР, Великобритании, Франции и других странах. Известны живописные и графические портреты И. М. Варичева, исполненные в разные годы ленинградскими художниками, в том числе О. Л. Ломакиным.

## Выставки
- 1957 (Ленинград): 1917 — 1957. Выставка произведений ленинградских художников
- 1957 (Москва): Всесоюзная художественная выставка, посвящённая 40-летию Великой Октябрьской социалистической революции
- 1958 (Москва, ЦВЗ): Всесоюзная художественная выставка «40 лет ВЛКСМ»
- 1958 (Ленинград): Осенняя выставка произведений ленинградских художников
- 1960 (Ленинград): Выставка произведений ленинградских художников 1960 года
- 1960 (Ленинград): Выставка произведений ленинградских художников
- 1961 (Ленинград, Русский музей): «Выставка произведений ленинградских художников»
- 1962 (Ленинград): Осенняя выставка произведений ленинградских художников
- 1964 (Ленинград): Ленинград. Зональная выставка
- 1965 (Ленинград): Весенняя выставка произведений ленинградских художников.
- 1965 (Москва): Советская Россия. Вторая Республиканская художественная выставка
- 1967 (Москва): Советская Россия. Третья Республиканская художественная выставка[9]
- 1968 (Ленинград): Осенняя выставка произведений ленинградских художников
- 1969 (Ленинград): Весенняя выставка произведений ленинградских художников.
- 1971 (Ленинград): Осенняя выставка произведений ленинградских художников 1971 года.
- 1972 (Ленинград): По Родной стране. Выставка произведений ленинградских художников.
- 1974 (Ленинград): Весенняя выставка произведений ленинградских художников.
- 1975 (Ленинград): Наш современник. Зональная выставка произведений ленинградских художников.
- 1975 (Москва): Советская Россия. Пятая республиканская выставка.
- 1976 (Москва): Изобразительное искусство Ленинграда.
- 1977 (Ленинград): Выставка произведений художников — ветеранов Великой Отечественной войны.
- 1977 (Ленинград): Выставка произведений ленинградских художников, посвящённая 60-летию Великого Октября.
- 1978 (Ленинград): Осенняя выставка произведений ленинградских художников.
- 1979 (Ленинград): Выставка произведений художников — ветеранов Великой Отечественной войны.
- 1980 (Ленинград): Зональная выставка произведений ленинградских художников.
- 1987 (Ленинград): Выставка произведений художников — ветеранов Великой Отечественной войны.
- 1993 (Петербург): Выставка произведений художников — участников Великой Отечественной войны Санкт-Петербургского Союза художников России.
- 1997 (Петербург): Связь времён. 1932—1997. Художники — члены Санкт-Петербургского Союза художников России .
- 2006 (Петербург): Время перемен. Искусство 1960—1985 в Советском Союзе.